# 西塞羅鎮區 (伊利諾伊州庫克縣)
西塞羅鎮區（英語：Cicero Township）是位於美國伊利諾伊州庫克縣的一個行政鎮區。

## 地方資料
根據2010年美國人口普查的數據，西塞羅鎮區的面積為15.14平方千米，當中陸地面積為15.14平方千米，而水域面積為0.00平方千米。當地共有人口82992人，而人口密度為每平方千米5,481.64人。